# Bodil Thrugotsdatter
Bodil Thrugotsdatter, (? - Jerusalém, 1103, foi rainha da Dinamarca. Era filha do jarl Thrugot Fagerslind, e provavelmente irmã de Svend Thrugotsen. Foi coroada rainha por ser mulher do rei Érico I da Dinamarca. Seu nome é incomum por se tratar de um patronímico.